# Skaczemy / Pasażer
Skaczemy / Pasażer – debiutancki singel zespołu Coma wydany w 2000 roku. Zamieszczone na nim wersje piosenek "Skaczemy" i "Pasażer" mocno różnią się od wersji znajdujących się na cztery lata późniejszym albumie Pierwsze wyjście z mroku. Ponadto na singlu umieszczono plik multimedialny zatytułowany "Chaos Kontrolowany" zawierający m.in. fragmenty z prób i parodię występu zespołu w znanym talk show. Plik ten nie ma nic wspólnego z tak samo zatytułowaną piosenką zespołu.
Koperta singla nie miała nadrukowanego tytułu, stąd też dość często nazywany jest on "czarnym singlem", bądź "p.w.p.", ze względu na jedyne łacińskie litery na okładce (pozostałe zapisane są hiraganą).
Na tylnej stronie koperty umieszczono adnotację: Kupując tę skromną płytkę przyczyniasz się bardziej niż myślisz do nagrania i wydania oficjalnej, długogrającej płyty zespołu Coma. Mamy świadomość, że cena tego wydawnictwa jest relatywnie wysoka, ale możemy zapewnić, iż "pełnowymiarowa" płyta będzie w podobnej cenie. - NIE DAJ GWAŁCIĆ SIĘ PRZEZ USZY - SŁUCHAJ ŚWIADOMIE
Singel wydany był w numerowanym nakładzie.

## Lista utworów
1. "Skaczemy do góry ludzie" (3:19)
2. "Pasażer" (3:32)
3. "Chaos kontrolowany" (pliki multimedialne)

## Skład
- Piotr Rogucki – śpiew
- Rafał Matuszak – gitara basowa
- Tomasz Stasiak – perkusja
- Dominik Witczak – gitara
- Wojciech Grenda – gitara

- muzyka: Coma
- słowa: Piotr Rogucki
- realizacja Wiesław Grzelak
- produkcja: Katarzyna Michel

Nagrania dokonano w studio Radia Łódź - kwiecień 2000

## Wideografia
- "Skaczemy"